# Березник (Коми)
Березник (коми Шорйыв) — деревня в Сыктывдинском районе Республики Коми России. Входит в состав сельского поселения Ыб.

## География
Деревня находится в юго-западной части Республики Коми, в пределах Вычегодско-Мезенской равнины, к западу от реки Сысолы, к востоку от автодороги Р176, на расстоянии примерно 38 километров (по прямой) к юго-юго-западу (SSW) от села Выльгорт, административного центра района.
Климат
Климат характеризуется как умеренно континентальный, с продолжительной умеренно морозной многоснежной зимой и коротким прохладным летом. Среднегодовая температура воздуха составляет 0,4 °С. Средняя температура воздуха самого тёплого месяца (июля) составляет 16,7 °C; самого холодного (января) — −15,6 °C. Безморозный период длится в течение 187 дней. Среднегодовое количество атмосферных осадков составляет 560 мм.
Часовой пояс
Березник, как и вся Республика Коми, находится в часовой зоне МСК (московское время). Смещение применяемого времени относительно UTC составляет +3:00.

## Население
| 2010 |
| ---- |
| 3    |

Гендерный состав
По данным Всероссийской переписи населения 2010 года в гендерной структуре населения женщины составляли 100 %.
Национальный состав
Согласно результатам переписи 2002 года, в национальной структуре населения коми составляли 89 % из 18 чел.